# ۲۱ روباه
۲۱ روباه یک ستاره است که در صورت فلکی روباهک قرار دارد.